# Богота
Богота́ (ісп. Bogotá, D.C., де D.C. означає Distrito Capital — «Столичний округ»), раніше Са́нта-Фе-де-Богота́ (ісп. Santa Fe de Bogotá) — столиця Колумбії, найбільше місто (8,55 млн мешканців, 2008 рік), політичний та культурний центр країни, адміністративний центр департаменту Кундинамарка. Місто розташоване на висоті 2 640 м, на схилах Кордильєри-Орієнталь, хребта Анд.
Це великий вузол залізничних та автомобільних шляхів країни, що зв'язують місто з річкою Магдалена, узбережжям Карибського моря та Тихого океану.
Місто було засноване індіанцями-муїска під назвою Баката́ (Bacatá) та було центром їхньої цивілізації. Іспанське поселення, що виникло на цьому місці 6 серпня 1538, засноване Гонсало Хіменесом де Кесада. 1717 року місто стало столицею іспанського віцекоролівства Нова Гранада, 1819 року — столицею Федеративної республіки Велика Колумбія, а 1886 — централізованої республіки Колумбія. У 1948 році в Боготі відбулася 9-а Міжамериканська конференція, яка затвердила статут Організації американських держав.

## Історія розвитку міста
6 квітня 1536 року губернатор і аделантадо провінції Санта-Марта Педро Ернанес де Луго відправив свого заступника, конкістадора Хіменеса де Кесада, із загоном 500 чоловік, частково на 5 бригах вгору за течією річки Магдалена, частково — сушею вздовж річки; Хіменес де Кесада попрямував торговим шляхом, яким індіанці переправляли сіль, яка слугувала засобом обміну, з Карибського узбережжя вглиб материка, дістався до родючого плато Кундинамарка через дев'ять місяців. У поході було втрачено два бриги, один — з людьми. Саму долину, де знаходилася Богота першими виявили відправлені на розвідку з 25 людьми, капітани Антоніо де Лебріху і Хуан де Сеспедес. До того часу через сутички з індіанськими племенами і хвороби залишилося 170 осіб . Не зважаючи на це вони легко підкорили плем'я чибча, що заселяло цей район. Індіанці прийняли іспанців за богів і здалися без особливого опору. Про назву міста і його індіанські будівлі в іспанських документах вперше говориться в доповіді королівських чиновників Хуана де Сан Мартіна і Антоніо де Лебріху, які взяли особисту участь у поході Хіменеса де Кесада (липень 1539):
 Коли вони прибули у ці сольові селища, то вже тут земля явила погляду те, що в ній було і те, що було далі, тому що вона була дуже гладкою і з багатьма індіанцями, а зовнішній вигляд споруджених будинків — відмінних від тих, які ми до того зустрічали. Тим більше, що на відстані одного денного переходу далі від того селища солі, ми увійшли в землю найголовнішого правителя, у ній наявного, що називається Богота. І тому було добре свідчення, оскільки ми виявили його в будинку його житла, яке, будучи [побудованим] з соломи, могло б вважатися одним з найкращих, які тільки бачили в Індіях. — Хуан де Сан Мартін і Антоніо де Лебріха. Доповідь про завоювання Нового Королівства Гранада (липень 1539) .
Богота була заснована іспанськими колонізаторами у 1538 в районі, який був центром древньої цивілізації індіанців чибча.
Богота розташувалася на місці індіанського фортеці баката і стала столицею Нової Гранади — таку назву Кесада дав завойованій території. З 1598 Богота була столицею іспанського генерал-капітанства, а з 1739 — віцекоролівства Нова Гранада.
Захисницею міста в 1573 році архієпископ Боготи Луїс Сапата де Карденас оголосив Святу Ізабелу, зважаючи на те що голову (як священну реліквію) Ізабели угорської королеви, подаровану в Мадриді королевою австрійської Ганною (останньою дружиною Філіпа II), він носив із собою, але в 1573 році її помістили у срібну скриньку в головній церкві міста, а день вшанування цієї святої був встановлений на 19 листопада.
Наполеонівські війни у Європі викликали підйом національно-визвольної боротьби у Латинській Америці. Після того як у 1808 Наполеон вторгся до Іспанії і замість скинутого короля Фердинанда VII звів на престол свого брата Жозефа Бонапарта, креоли Боготи оголосили про свою вірність Фердинанду VII, а 20 липня 1810 креольська верхівка проголосила самоврядування Нової Гранади до відновлення влади законного короля. Влада в країні перейшла в руки Верховної хунти. На честь цих подій 20 липня у Колумбії відзначається День незалежності. Слідом за Боготою незалежність проголосили інші міста.
Повернувшись до влади в 1814, Фердинанд зробив спробу відновити абсолютне управління Нової Гранадою, що викликало новий підйом визвольного руху. Тільки завдяки введенню в колонію багатотисячної іспанської армії вдалося відновити і знову затвердити іспанське панування.
Богота була звільнена від іспанців армією Симона Болівара лише в 1819 році. Тоді ж була проголошена незалежність, і Богота стала столицею Федеративної Республіки Колумбія, або Великої Колумбії; в 1831 році, після відділення Венесуели та Еквадору, знову столицею Нової Гранади, з 1863 — Сполучених Штатів Колумбії, а з 1886 — Колумбії.
Наприкінці XIX століття Богота перетворилася на центр революційного руху країни. Під час дев'ятої Міжамериканської конференції, що проходила в столиці навесні 1948 року, було здійснене вбивство прогресивного колумбійського діяча Хорхе Гайтана. Його ідеї про шляхи перетворення колумбійського суспільства користувалися великою популярністю серед найбідніших верств населення, тому вбивство Гайтана призвело до масових заворушень у столиці.
У Боготі почалося збройне повстання, спрямоване проти консерваторів, яке поширилося на інші райони країни. Заворушення були пригніченим військами за підтримки танкових частин. В результаті боїв, що розгорнулися на вулицях Боготи, загинуло близько 2000 чоловік. Центральна частина столиці піддалася руйнуванню. Багато будинків були спалені. На відновлення колишнього вигляду міста пішли багато років. У другій половині XX століття Богота була центром численних внутрішньополітичних конфліктів.
Новий якісний етап розвитку міста почався з приходом до влади нового мера - Енріке Пеньялоси у 1998 році. За три роки він спромігся перетворити місто на одне з найбільш безпечних і привабливих для життя міст у всій Південній Америці.[джерело?]

## Природні умови

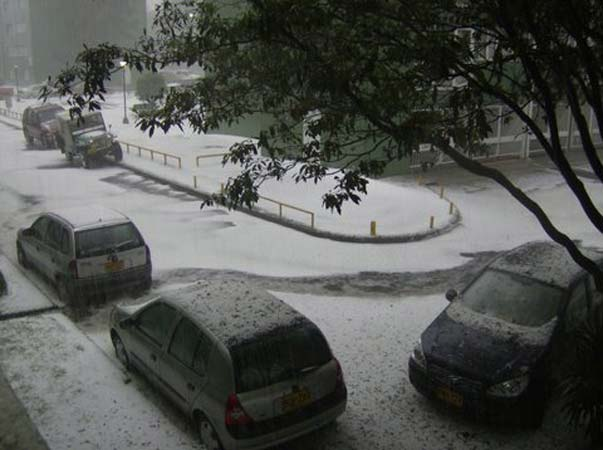
Снігопад у Боготі

Богота розташована в улоговині на західному схилі східних Кордильєр, на висоті 2610 м над рівнем моря. Місто було побудоване на березі річечки Ріо-Сан-Франсиско, сьогодні річка протікає по трубах і побачити її неможливо. Хоча столиця Колумбії знаходиться практично на екваторі, але через велику висоту над рівнем моря там не жарко. Середня температура найтеплішого місяця становить +15 градусів, а найхолоднішого близько +14 градусів, тобто всі місяці практично однакові. Через своє географічне положення місто схильне до землетрусів.
Іноді в Боготі можливі заморозки, а рідше — снігопади. Наприклад, у листопаді 2007 року в Боготі випадав сніг. Заморозки можливі цілий рік, але частота вища взимку.
| Клімат Богота                   | Клімат Богота | Клімат Богота | Клімат Богота | Клімат Богота | Клімат Богота | Клімат Богота | Клімат Богота | Клімат Богота | Клімат Богота | Клімат Богота | Клімат Богота | Клімат Богота | Клімат Богота |
| Показник                        | Січ.          | Лют.          | Бер.          | Квіт.         | Трав.         | Черв.         | Лип.          | Серп.         | Вер.          | Жовт.         | Лист.         | Груд.         | Рік           |
| Абсолютний максимум, °C         | 25,0          | 26,9          | 27,0          | 26,6          | 25,8          | 25,0          | 25,1          | 24,0          | 25,6          | 27,1          | 27,4          | 25,0          | 27,4          |
| Середній максимум, °C           | 19,1          | 20,2          | 20,4          | 20,0          | 19,6          | 19,4          | 19,3          | 19,6          | 19,6          | 19,8          | 19,8          | 19,5          | 19,7          |
| Середня температура, °C         | 12,6          | 13,1          | 13,5          | 13,7          | 13,7          | 13,6          | 13,3          | 13,2          | 12,9          | 13,2          | 13,1          | 12,8          | 13,2          |
| Середній мінімум, °C            | 5,6           | 6,0           | 6,6           | 7,4           | 7,8           | 7,8           | 7,1           | 6,8           | 6,2           | 6,6           | 6,4           | 6,1           | 6,7           |
| Абсолютний мінімум, °C          | −5            | −6,4          | −5            | −1,1          | 0,0           | −1            | −1,1          | −4            | −0,8          | −1,1          | −3            | −3            | −6,4          |
| ------------------------------- | ------------- | ------------- | ------------- | ------------- | ------------- | ------------- | ------------- | ------------- | ------------- | ------------- | ------------- | ------------- | ------------- |
| Джерело: Погода і Клімат Боготи |               |               |               |               |               |               |               |               |               |               |               |               |               |

Столиця Колумбії розташована в холодному поясі, для якого характерний перехід від гірських лісів до безлісих Парамо (високогірні луги). На берегах річки ростуть колючі чагарники, низькі напівлистопадні ліси, злаки. В околицях міста водяться мавпи, пуми, ягуари, пекарієві, тапіри, броненосці , голкошерсти, лінивці, опосуми, багато видів змій та ящірок. У річках живуть крокодили і черепахи.

## Освіта
Богота раніше була відома світу, як «Афіни Південної Америки», тут зоорганізована широка освітня система: як початкових і середніх шкіл так коледжів й спеціалізованих навчальних закладів і найбільша в Південній Америці мережа університетів. В місті поширені ще й різноманітні приватні освітні системи — коледжів і приватних шкіл. Через постійну міграцію людей у столиці країни, було введено квотування на доступ до безкоштовної освіти (яка задекларована державними структурами).

### Шкільництво та коледжі міста
У Колумбії, а відтак і в Боготі, система освіти базується на початкових і середніх школах, беручи свої початки від дошкільного виховання й закінчуючи одинадцятим класом середньої школи (який вважається випускним). Освіта в Колумбії не є обов'язковою, як в інших країнах, але уряд проводить суттєву рекламну кампанію загальнонаціонального масштабу, щоби спонукати сім'ї з низьким економічним рівнем спонукаючи їх дітей ходити до школи та отримувати знання.

### Університети міста
Вища школа представлена цілою системою вузів, як державних, так і приватних. У 2002 році загалом ноалічувалося більше 110 вищих навчальних закладів, більшість з яких, частково або повністю акредитовані Національною Радою з Акредитації (National Accreditation Council). Найбільші виші країни, а відтак й Боготи: Університет Анд (University of the Andes), Національний університет Колумбії (National University of Colombia), Регіональний Університет Боготи (District University of Bogotá), Ла-Сабана університет (La Sabana University), Папський Релігійний Університет (Pontifical Xavierian University), Військовий університет Гранади Нуева (Military University Nueva Granada), Університет Серхіо Арболеда (Sergio Arboleda University), Університет Хорхе Тадея Лозано (Jorge Tadeo Lozano University), Католицький університет Колумбії Санто Томаса де Акіно (Catholic University of Colombia Santo Tomás de Aquino) та Ла Салле Університет (La Salle University).

## Економіка

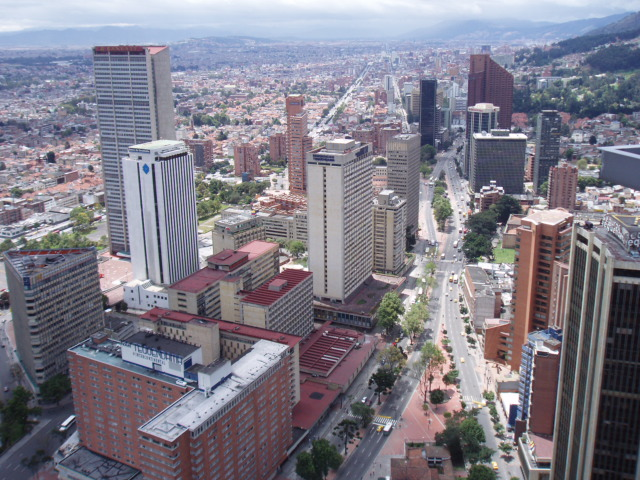
Діловий центр Боготи.

Богота — найважливіший промисловий та фінансовий центр Колумбії та один з найважливіших у Латинській Америці, його ВВП становить 86 млрд доларів США на рік або чверть національного ВВП. Економіка базується перш за все на фінансовому секторі, торгівлі, ювелірній промисловості. Також тут розвинені харчова і легка промисловість (вовняна, бавовняна, шкіряно-взуттєва), тут знаходяться заводи автомобільних шин, цементний, скляний. Також у місті розташована велика кількість університетів, через що місто відоме як «Афіни Південної Америки».
Місто обслуговує найбільший аеропорт країни — Ель-Дорадо.
Це один з найважливіших економічних центрів Південної Америки. Загальний ВВП столиці становить $ 86 млрд доларів, що складає чверть ВВП всієї Колумбії, на душу населення в середньому припадає 10000 доларів і за цим показником Богота знаходиться на 6-му місці серед міст Південної Америки. Штаб-квартири більшості колумбійських компаній знаходяться в Боготі.
Також Богота є найважливішим промисловим і фінансовим центром Колумбії, тут розташовані штаб-квартири більшості приватних банків Колумбії, Центробанку тощо

## Населення
| Рік                                   | Населення |
| ------------------------------------- | --------- |
| 1775                                  | 16,233    |
| 1800                                  | 21,964    |
| 1832                                  | 28,341    |
| 1870                                  | 40,883    |
| 1912                                  | 121,257   |
| 1918                                  | 143,994   |
| 1928                                  | 235,702   |
| 1938                                  | 325,650   |
| 1951                                  | 715,250   |
| 1964                                  | 1,697,311 |
| 1973                                  | 2,855,065 |
| 1985                                  | 4,236,490 |
| 1993                                  | 5,484,244 |
| 1999                                  | 6,276,428 |
| 2005                                  | 7,185,889 |
| Джерело: Biblioteca Luis Angel Arango |           |

У Боготі та її передмістях проживає 7 мільйонів людей, що становить шосту частину від усього населення Колумбії. Місто космополітичне. Крім колумбійців, у столиці проживає велика кількість іноземних громадян та людей, які взяли колумбійське громадянство. У складі населення колумбійської столиці переважають метиси, тобто нащадки від змішаних шлюбів між білими та індіанцями. Незначну частину від загального числа жителів становлять нащадки європейців, чистокровні індіанці, негри, мулати та самбо - нащадки від змішаних шлюбів між неграми та індіанцями. Таким чином, приблизно три чверті населення столиці мають «змішану кров».
Мером міста є Самюель Морено Рохас.

## Мова
Державна мова - іспанська. У 1960 був прийнятий Декрет про охорону мови, згідно з яким при оформленні офіційних документів забороняється використовувати неіспанскі слова, проте цей декрет, через свою нелогічність, ніколи не діяв.

## Релігія
Більшість віруючих мешканців Боготи належать до Римсько-католицької церкви. У місті є кілька протестантських церков, які ведуть активну роботу по залученню до своїх лав нових членів. Відомо, що в останні роки у представників протестантанства неодноразово виникали конфлікти з католицьким духовенством.

## Культурне значення

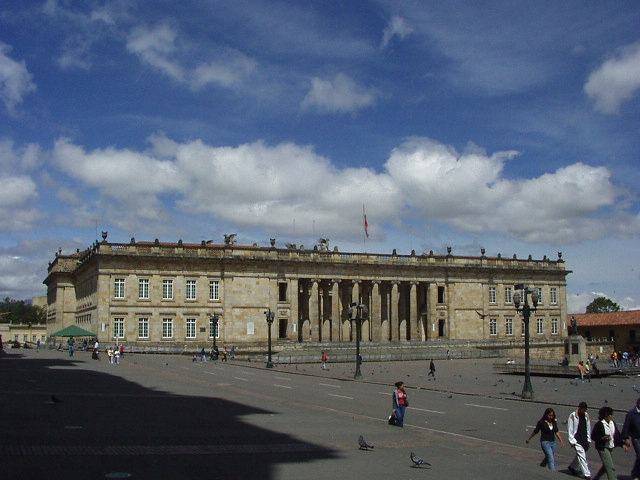
Національний капітолій.

Історичний центр Боготи являє собою мережу вузьких вуличок, що простягаються уздовж гір. У місті збереглося чимало архітектурних пам'яток XVII — XIX століть. На головній площі Пласа Болівар височить собор, будівництво якого велося в 1572—1610. На початку XIX століття він був перебудований в стилі класицизму. У XVI—XVII століттях в архітектурі та мистецтві Колумбії переважали форми пізнього Середньовіччя і епохи Відродження. Крім декоративного стилю платереск, широке розповсюдження отримали маньєризм і бароко з притаманними їм незвичайними формами, великою кількістю викривлених ліній і витонченим декоративним оформленням. Ці риси знайшли найяскравіше втілення в будівлі церкви Сан-Ігнасіо, будівництво якої було розпочато в 1577. Внутрішнє оздоблення церкви вражає багатством різних прикрас.
У середині XVII століття на зміну пишному маньєризму і бароко прийшов класицизм. Будівля конгресу в Боготі було побудовано в класичному грецькому стилі. До того ж часу ставиться так само Палац правосуддя.
У XIX — XX століттях у столиці Колумбії були зведені такі великі об'єкти, ділові і промислові будівлі, як Національний Капітолій (тисячі вісімсот сорок-сім — тисяча дев'ятсот двадцять-шість), готель «Текендама», фабрика «Кларк» (1953), забудовані нові райони з широкими вулицями — «Антоніо Наріньо» і «Крістіана» (+1967) На площі Пласа Болівар у 1842 був споруджений пам'ятник Симону Болівару — першому президентові незалежної Колумбії.
У Боготі зосереджені основні музеї Колумбії.
Усього їх дев'ять:
- Археологічний музей,
- Музей мистецтв і народних традицій,
- Музей золота,
- Музей міського розвитку,
- Музей мистецтва колоніального періоду,
- Музей релігійного мистецтва,
- Національний музей Колумбії,
- Музей сучасного мистецтва,
- Будинок-музей Симона Болівара.

Музей золота в Боготі — єдиний у світі музей, у якому зібрані унікальні твори мистецтва доколумбової епохи, виготовлені руками індіанських майстрів. Крім того, існує музей подарований місту відомим колумбійським художником і скульптором Фернандо Ботеро, де зберігається колекція картин і скульптур належать самому художнику, а також його особисте зібрання картин європейських художників — представників імпресіонізму, кубізму і інших напрямів живопису.
Богота завжди відрізнялася багатим культурним життям. Тут знаходиться Колумбійська академія, Національний університет Колумбії (відкритий в 1867) та інші вищі навчальні заклади. У 1910 була заснована Національна консерваторія, а в 1936 — Національний симфонічний оркестр. У 1791 в Боготі почала виходити перша в Колумбії щотижнева газета. Через 20 років у столиці друкувалося вже чотири газети. За ці послідувало бурхливий розвиток преси протягом усього XIX століття. У 1954 була створена Національна організація радіо і телебачення. Діє Національне інформаційне агентство «Колпренса». Існує велика кількість театрів і картинних галерей. Ибероамериканские фестиваль театру проходить в Боготі кожні 2 роки в квітні, вважається сьогодні найбільшим у світі театральним фестивалем.
У місті знаходиться ботанічний сад, у якому представлено безліч видів екзотичних рослин. Щорічним і найголовнішим спортивним видовищем столиці є бої биків, що збирають від 100 до 150 тис. глядачів. Сучасна Богота — це місто парків, офісних будівель і торгових центрів.

## Персоналії

### Відомі уродженці та жителі
- Сантьяго Гамбоа (народився 1965) — колумбійський письменник.
- Рікардо Араухо — колумбійський музикант і композитор.

### Українці Боготи
- Сіяк Марія Михайлівна — українська співачка (драматичне сопрано), померла тут.

## Міста-побратими
- США Чикаго (2009)[8]